# (11814) Schwamb
(11814) Schwamb est un astéroïde de la ceinture principale.

## Description
(11814) Schwamb est un astéroïde de la ceinture principale. Il fut découvert le 2 mars 1981 à l'observatoire de Siding Spring par Schelte J. Bus. Il présente une orbite caractérisée par un demi-grand axe de 3,07 UA, une excentricité de 0,06 et une inclinaison de 12,7° par rapport à l'écliptique.
Il est nommé d'après l'astronome américaine Megan Schwamb.